# Quartets de corda op. 59 (Beethoven)
Els tres Quartets de corda, opus 59, "Razumovski" són tres obres que Ludwig van Beethoven va compondre el 1806, com a resultat d'un encàrrec de l'ambaixador rus a Viena, el Comte Andrei Razumovski. Van ser publicats com un conjunt el 1808 a Viena. Són els tres primers del que generalment "període mitjà" dins l'evolució creadora de Beethoven. Els altres dos són el Quartet de corda op. 74 i Quartet de corda op. 95. És habitual que alguns intèrprets enregistrin les cinc obres com a conjunt.
Els tres quartets són:
- Quartet de corda núm. 7, en fa major, op. 59 núm 1
- Quartet de corda núm. 8, en mi menor, op. 59 núm 2
- Quartet de corda núm. 9, en do major, op. 59 núm 3

Beethoven utilitza un tema rus tradicional en els dos primers quartets en honor del príncep que li va fer l'encàrrec. En el Quartet de corda op. 59 núm. 1, el "tema rus" és el tema principal de l'últim moviment. En l'op. 59 núm. 2, el tema apareix en la secció B del tercer moviment, l'scherzo; aquest tema es basa en una cançó popular russa que també va ser utilitzada per Modest Mussorgski en l'escena de la coronació de la seva òpera Boris Godunov, en El conte del tsar Saltan de Nicolai Rimski-Kórsakov, per Sergei Rachmaninov en el sisè moviment, "Slava", de les seves Sis peces per a duet de pianos, op. 11, i per Ígor Stravinski en el seu ballet L'ocell de foc. En el tercer quartet, l'op. 59 núm. 3, no hi ha un tema rus clar tot i que alguns experts reconeixen el tema de l'Andantino com una melodia russa.
Els quartets no foren ben rebuts, ja que es van apartar en el seu contingut i abast emocional del quartet de corda tradicional fins al moment. Es diu que un cèlebre violoncelista alemany, Romberg, va dir que la seva part era "absurda". No obstant això, una revisió publicada el 1807 va portar a comentaris favorables: "Tres nous quartets de corda de Beethoven, molt llargs i difícils ... estan atraient l'atenció de tots els coneixedors. La concepció és profunda i la construcció excel·lent, però no són de fàcil comprensió."